# 鳳土木事務所

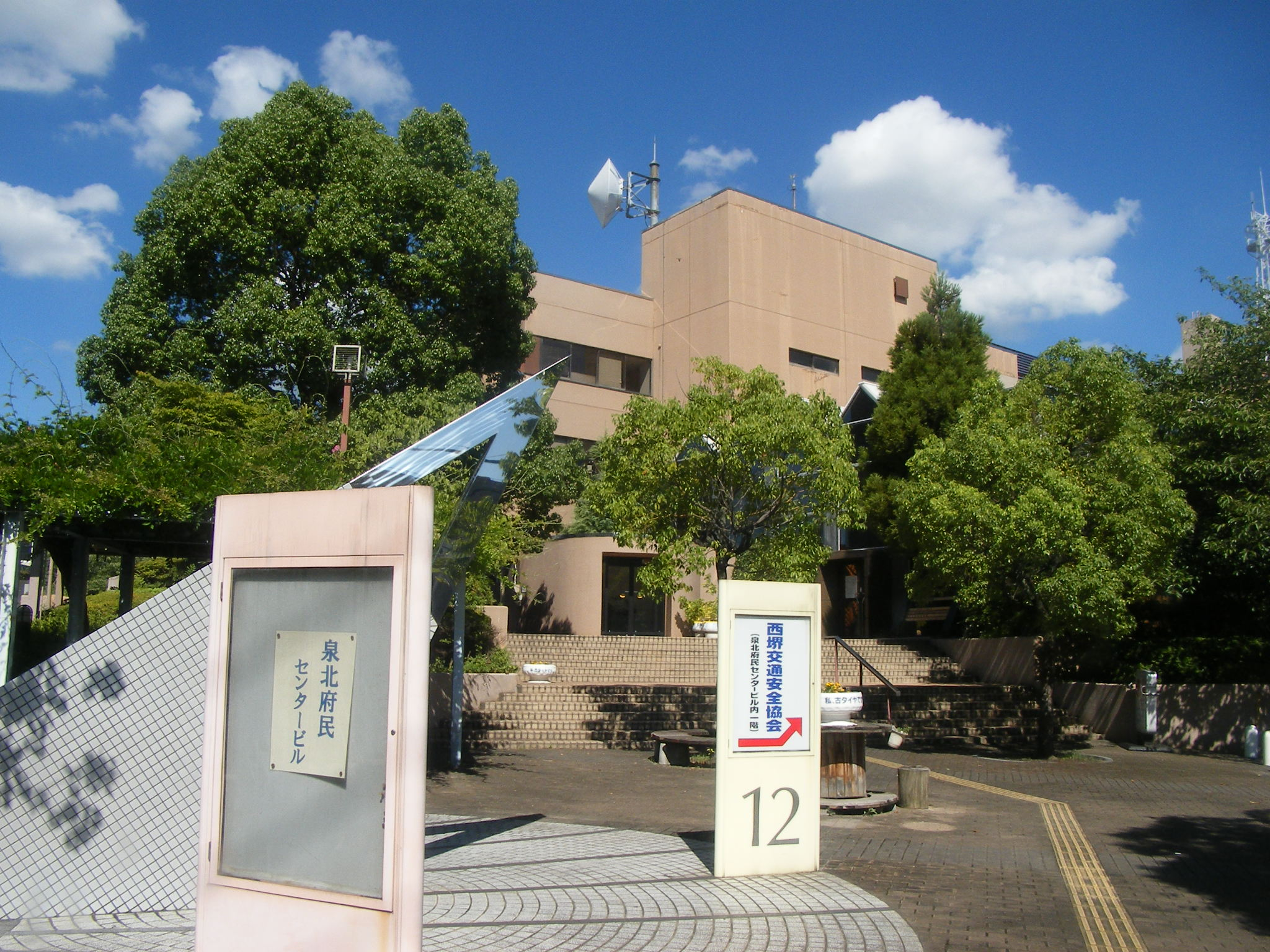
鳳土木事務所（大阪府泉北府民センター外観）

鳳土木事務所（おおとりどぼくじむしょ）とは、大阪府泉北地域を管轄する大阪府の土木事務所、大阪府都市整備部の出先機関
。二級河川、砂防、一般国道（指定区間外）・主要地方道・一般府道（堺市内を除く）、府営公園を管理する。
もともと堺市を含む泉北地域を所管する土木事務所であったが、堺市の政令指定都市移行に伴って堺市内の府道・一般国道（指定区間外）の所管が堺市役所に移ったことや、組織統合で大阪市内の府営公園も所管するようになったことから、現在の所管区域は必ずしも「泉北地域」とはなっていない。

## 所在地
- 本部

〒593-8324 大阪府堺市西区鳳東町4丁390-1（大阪府泉北府民センター内）
- 和泉工区

〒595-0021 大阪府泉大津市東豊中町3丁目2-20

## 管轄自治体
- 堺市
- 泉大津市
- 和泉市
- 高石市
- 忠岡町

## 管理河川
- 石津川水系
  - 石津川
  - 百済川
  - 和田川
  - 陶器川
  - 妙見川
  - 百舌鳥川
  - 甲斐田川

- 大津川水系
  - 大津川
  - 牛滝川
  - 槇尾川
  - 松尾川
  - 父鬼川
  - 東槇尾川

- 王子川水系
  - 王子川
  - 新王子川

- 芦田川水系
  - 芦田川
  - 芦田川分水路

## 管理道路
堺市内の主要地方道及び一般府道については、2006年4月1日の堺市の政令指定都市移行に伴い、所管が堺市役所に移っている。

### 一般国道（指定区間外）
- 国道170号（大阪外環状線及び旧道）
- 国道480号

### 主要地方道
- 大阪府道29号大阪臨海線(現道及び旧道)
- 大阪府道30号大阪和泉泉南線（現道及び新道（都市計画道路大阪岸和田南海線））
- 大阪府道36号泉大津美原線（現道及び新道）
- 大阪府道38号富田林泉大津線（現道及び新道）
- 大阪府道61号堺かつらぎ線

### 一般府道
- 大阪府道204号堺阪南線
- 大阪府道208号堺泉北環状線
- 大阪府道213号羽衣停車場線
- 大阪府道216号和田福泉線
- 大阪府道219号信太高石線（現道及び新道）
- 大阪府道220号高石停車場線
- 大阪府道223号三林岡山線（現道及び新道（都市計画道路泉州山手線））
- 大阪府道225号大津港線
- 大阪府道226号父鬼和気線
- 大阪府道227号和気岸和田線
- 大阪府道228号槇尾山仏並線
- 大阪府道229号田治米忠岡線
- 大阪府道230号春木岸和田線（現道及び新道）

## 管轄公園
- 大泉緑地
- 浜寺公園
- 住之江公園
- 住吉公園